# Antonio Nuzzo
Antonio Nuzzo (Ruggiano Salve, 1910 – Raspanera, 14 agosto 1937) è stato un militare italiano, decorato con la medaglia d'oro al valor militare alla memoria nel corso della guerra di Spagna.

## Biografia
Nacque a Ruggiano Salve, provincia di Lecce, nel 1910, figlio di Francesco e Filomena De Giorgi. Proveniente da una modesta famiglia di artigiani, lavorò come venditore ambulante di tessuti. Prestò il suo servizio di leva nel Regio Esercito, arma di artiglieria, 1931 in forza al 1º Reggimento artiglieria da costa a La Spezia venendo posto in congedo nell'aprile 1932. Alla fine del 1936 si arruolò volontario nella Milizia Volontaria Sicurezza Nazionale come camicia nera ed, assegnato al Centro di mobilitazione della 138ª Legione CC.NN. di Napoli, il 14 gennaio 1937 partì per combattere nella guerra di Spagna. Cadde in combattimento a Raspanera il 14 agosto 1937, e venne insignito della medaglia d'oro al valor militare alla memoria.

### Fonti
1. ↑  Gruppo Medaglie d'Oro al Valore Militare 1965, p. 240.
2. 1 2 3 4 5  Combattenti Liberazione.
3. ↑   Medaglia d'oro al valor militare Nuzzo, Antonio, su quirinale.it, Quirinale. URL consultato l'11 febbraio 2023.
4. ↑  Registrato alla Corte dei conti lì 12 febbraio 1938,  registro n. 3 guerra, foglio 376.